# Weihnachtsoratorium (Stenov)
Das Wort ward Fleisch – Die Geburt Christi op. 11 ist ein zweiteiliges Weihnachtsoratorium für Soli, gemischten Chor und Orchester von Michael Stenov.

## Werkgeschichte
Aus Interesse am Bibeltext erstellte Stenov im Jahre 1997 ohne jegliche musikalische Absicht eine Synopse aus allen vier Evangelien, um damit eine einheitliche Lebens- und Wirkungsgeschichte Jesu zu erhalten (Evangelienharmonie). Dabei stellte er fest, dass die Weihnachtsgeschichte in der Ausführlichkeit der Bibeltexte noch nie vertont wurde.
Nachdem Stenov ab 2008 seine kompositorische Tätigkeit intensiviert und eine a-cappella-Passion sowie 9 Motetten komponiert hatte, schuf er in der Zeit vom 7. Januar bis 6. Februar 2011 sein Weihnachtsoratorium op. 11 „Das Wort ward Fleisch – Die Geburt Christi“. Noch vor der öffentlichen Uraufführung fanden am 24. September 2011 im Kaisersaal des Stiftes Kremsmünster Bild- und Tonaufzeichnungen statt, die als DVD und CD veröffentlicht wurden. Die Uraufführung des Werkes erfolgte am Sonntag, dem 11. Dezember 2011 unter der Leitung des Komponisten im Mühlviertler Dom (Pfarrkirche Niederkappel).

## Das Werk

### Besetzung
Solisten:
- Maria, Sopran
- Elisabeth, Alt
- Engel/1. König, Tenor 1
- Evangelist/2. König, Tenor 2
- Zacharias/Johannes/Simeon/3. König/Herodes, Bass

Chor:
vier- bis achtstimmiger gemischter Chor (Sopran, Alt, Tenor, Bass)
Orchester:
2 Trompeten in C und hoch A, Pauken, 2 Hörner in F, 2 Posaunen, 2 Oboen, 2 Sopranblockflöten, 2 Fagotte, Kontrafagott, 2 Soloviolinen, 3 Violinen I, 3 Violinen II, 2 Violen, 2 Violoncelli, Kontrabass, Orgelcontinuo, Harfe

### Werkbeschreibung
Das Weihnachtsoratorium stellt die Weihnachtsgeschichte mit dem vollständigen Text aus allen vier Evangelien dar, deren Texte miteinander verknüpft werden. Den großen Rahmen bildet dabei die geistliche Deutung des Evangelisten Johannes. Das Werk umfasst 70 einzelne Nummern und ist in Chöre, Solostücke, Ensembles, Rezitative und Choräle gegliedert, wobei musikalische Symbolik unüberhörbar ist. Den handelnden Personen sind bestimmte Instrumente paarweise zugeordnet und Instrumentation, Klangfarben und Tonarten sind auf die Charaktere der Personen beziehungsweise der Textpassagen abgestimmt. So kündigt sich etwa der Engel mit Trompeten oder Hörnern an und wird von der Harfe begleitet, Elisabeth und Zacharias sind Bratschen beziehungsweise Fagotte zugeordnet und Maria wird von Violinen begleitet.
Das Oratorium, in welchem die beiden Handlungsstränge bezogen auf Johannes den Täufer und Jesus eng miteinander verwoben sind, ist in zwei Großabschnitte gegliedert, die entweder gemeinsam oder mit einer Pause zwischen den beiden Abschnitten zur Aufführung gelangen können. Die Spieldauer beträgt ungefähr 90 Minuten.
Jeder der beiden annähernd gleich langen Großabschnitte „Advent“ und „Weihnacht“ besteht aus vier kleineren Teilen, die jeweils mit einem bekannten Choral enden.

#### Advent
Der erste Teil besteht aus 38 Nummern, beginnt mit der Einleitung aus dem ersten Kapitel des Evangeliums nach Johannes „Am Anfang war das Wort“ und erzählt die Vorgeschichte bis zur Geburt Christi.
| Nr.                                      | Form                                | Tonart  | Takt | Textbeginn                                          | Instrumentation                                        | Quelle                                                                                            |
| ---------------------------------------- | ----------------------------------- | ------- | ---- | --------------------------------------------------- | ------------------------------------------------------ | ------------------------------------------------------------------------------------------------- |
| Einleitung                               |                                     |         |      |                                                     |                                                        |                                                                                                   |
| 1                                        | Chor                                | a-Moll  | 2⁄2  | Am Anfang war das Wort                              | Chor, Orchester (ohne Harfe)                           | Text: Joh 1,1–5 und Heb 1,5-6                                                                     |
| Die Verkündigung der Geburt des Johannes |                                     |         |      |                                                     |                                                        |                                                                                                   |
| 2                                        | Evangelist (Secco-Rezitativ)        | d-Moll  | 4⁄4  | Zur Zeit des Herodes, des Königs von Judäa          | Continuo                                               | Text: Lk 1,5–13                                                                                   |
| 3                                        | Engel                               | d-Moll  | 4⁄4  | Fürchte dich nicht, Zacharias                       | 2 Trompeten, Harfe                                     | Text: Lk 1,13–17                                                                                  |
| 4                                        | Evangelist (Secco-Rezitativ)        | d-Moll  | 4⁄4  | Zacharias sagte zu dem Engel                        | Continuo                                               | Text: Lk 1,18                                                                                     |
| 5                                        | Zacharias                           | a-Moll  | 3/4  | Woran soll ich erkennen                             | 2 Fagotte, Kontrafagott, Orgel                         | Text: Lk 1,18                                                                                     |
| 6                                        | Evangelist (Secco-Rezitativ)        | a-Moll  | 4⁄4  | Der Engel erwiderte ihm                             | Continuo                                               | Text: Lk 1,19                                                                                     |
| 7                                        | Engel                               | d-Moll  | 4⁄4  | Ich bin Gabriel                                     | 2 Trompeten, Harfe                                     | Text: Lk 1,19–20                                                                                  |
| 8                                        | Evangelist (Secco-Rezitativ)        | d-Moll  | 4⁄4  | Inzwischen wartete das Volk                         | Continuo                                               | Text: Lk 1,21–24                                                                                  |
| 9                                        | Elisabeth                           | dorisch | 3⁄4  | Der Herr hat mir geholfen                           | 2 Violen, Violoncello, Orgel                           | Text: Lk 1,25                                                                                     |
| 10                                       | Choral                              | dorisch | 3⁄4  | O Heiland, reiß die Himmel auf                      | Chor, 2 Oboen, 2 Fagotte, 2 Posaunen, Streicher, Orgel | Text: Friedrich Spee, 1622 (1. und 6. Strophe)                                                    |
| Die Verkündigung der Geburt Jesu         |                                     |         |      |                                                     |                                                        |                                                                                                   |
| 11                                       | Evangelist (Secco-Rezitativ)        | D-Dur   | 4⁄4  | Mit der Geburt Jesu Christi war es so               | Continuo                                               | Text: Lk 1,26–28                                                                                  |
| 12                                       | Engel                               | a-Moll  | 4⁄4  | Sei gegrüßt, du Begnadete, der Herr ist mit dir     | 2 Trompeten, Harfe                                     | Text: Lk 1,28                                                                                     |
| 13                                       | Evangelist (Secco-Rezitativ)        | a-Moll  | 4⁄4  | Sie erschrak über die Anrede                        | Continuo                                               | Text: Lk 1,29-30                                                                                  |
| 14                                       | Engel                               | A-Dur   | 3/4  | Fürchte dich nicht, Maria                           | Harfe                                                  | Text: Lk 1,30-33                                                                                  |
| 15                                       | Evangelist (Secco-Rezitativ)        | d-Moll  | 4⁄4  | Maria sagte zu dem Engel:                           | Continuo                                               | Text: Lk 1,34                                                                                     |
| 16                                       | Maria                               | d-Moll  | 4⁄4  | Wie soll das geschehen                              | 2 Soloviolinen, Viola, Orgel                           | Text: Lk 1,34                                                                                     |
| 17                                       | Evangelist (Secco-Rezitativ)        | D-Dur   | 4⁄4  | Der Engel antwortete ihr:                           | Continuo                                               | Text: Lk 1,35                                                                                     |
| 18                                       | Engel                               | g-Moll  | 3⁄4  | Der Heilige Geist wird über dich kommen             | Harfe                                                  | Text: Lk 1,35-37                                                                                  |
| 19                                       | Evangelist (Secco-Rezitativ)        | c-Moll  | 4⁄4  | Da sagte Maria:                                     | Continuo                                               | Text: Lk 1,38                                                                                     |
| 20                                       | Maria                               | c-Moll  | 4⁄4  | Siehe, ich bin die Magd des Herrn                   | 2 Soloviolinen, Viola, Orgel                           | Text: Lk 1,38                                                                                     |
| 21                                       | Choral                              | C-Dur   | 2/2  | Morgenglanz der Ewigkeit                            | Chor, 2 Oboen, 2 Posaunen, Streicher, Orgel            | Text: Christian Knorr von Rosenroth (1636–1689) (1. und 2. Strophe) bearbeitet von Michael Stenov |
| Der Besuch Marias bei Elisabeth          |                                     |         |      |                                                     |                                                        |                                                                                                   |
| 22                                       | Evangelist (Accompagnato-Rezitativ) | c-Moll  | 4⁄4  | Danach verließ sie der Engel                        | 2 Trompeten, Continuo                                  | Text: Lk 1,38 , Mt 1,19-20                                                                        |
| 23                                       | Engel                               | c-Moll  | 3⁄4  | Josef, Sohn Davids, fürchte dich nicht              | 2 Hörner, Harfe                                        | Text: Mt 1,20-23                                                                                  |
| 24                                       | Evangelist (Secco-Rezitativ)        | F-Dur   | 4⁄4  | Als Josef erwachte                                  | Continuo                                               | Text: Mt 1,24-25 , Lk 1,39-42                                                                     |
| 25                                       | Elisabeth                           | dorisch | 2/2  | Gesegnet bist du mehr als alle anderen Frauen       | 2 Violen, Violoncello, Orgel                           | Text: Lk 1,42-45                                                                                  |
| 26                                       | Evangelist (Secco-Rezitativ)        | d-Moll  | 4⁄4  | Da sagte Maria:                                     | Continuo                                               | Text: Lk 1,46                                                                                     |
| 27                                       | Maria                               | F-Dur   | 2/2  | Meine Seele preist die Größe des Herrn (Magnificat) | Oboe, 2 Soloviolinen, Viola, Orgel                     | Text: Lk 1,46-55                                                                                  |
| 28                                       | Choral                              | F-Dur   | 3⁄4  | Tauet, Himmel, den Gerechten                        | Chor, 2 Oboen, 2 Fagotte, 2 Hörner, Streicher, Orgel   | Text nach: Michael Denis, 1774                                                                    |
| Die Geburt Johannes des Täufers          |                                     |         |      |                                                     |                                                        |                                                                                                   |
| 29                                       | Evangelist (Secco-Rezitativ)        | F-Dur   | 4⁄4  | Und Maria blieb etwa drei Monate bei ihr            | Continuo                                               | Text: Lk 1,56–60                                                                                  |
| 30                                       | Elisabeth                           | dorisch | 2⁄2  | Auf keinen Fall; er wird Johannes heißen.           | 2 Violen, Violoncello, Orgel                           | Text: Lk 1,60                                                                                     |
| 31                                       | Evangelist (Secco-Rezitativ)        | d-Moll  | 4⁄4  | Sie antworteten ihr:                                | Continuo                                               | Text: Lk 1,61                                                                                     |
| 32                                       | Chor                                | d-Moll  | 4/4  | Es gibt doch niemand in deiner Verwandtschaft       | Chor, Violoncello, Kontrabass, Orgel                   | Text: Lk 1,61                                                                                     |
| 33                                       | Evangelist (Secco-Rezitativ)        | d-Moll  | 4⁄4  | Da fragten sie seinen Vater durch Zeichen           | Continuo                                               | Text: Lk 1,62-64                                                                                  |
| 34                                       | Zacharias                           | a-Moll  | 2⁄2  | Gepriesen sei der Herr (Benedictus)                 | 2 Fagotte, Kontrafagott, Orgel                         | Text: Lk 1,68-79                                                                                  |
| 35                                       | Evangelist (Secco-Rezitativ)        | e-Moll  | 4⁄4  | Und alle, die in jener Gegend wohnten               | Continuo                                               | Text: Lk 1,65-66                                                                                  |
| 36                                       | Chor                                | a-Moll  | 2⁄2  | Was wird wohl aus diesem Kind werden?               | Chor, 2 Violinen, Violoncello, Kontrabass, Orgel       | Text: Lk 1,66                                                                                     |
| 37                                       | Evangelist (Secco-Rezitativ)        | a-Moll  | 4⁄4  | Denn es war deutlich                                | Continuo                                               | Text: Lk 1,66 , Lk 1,80                                                                           |
| 38                                       | Basssolo und Chor                   | D-Dur   | 3⁄2  | Er war von Gott gesandt                             | Basssolo, Chor, Orchester (ohne Harfe)                 | Text: Joh 1,6-8 , Mk 1,3 , Mk 1,7-8 , Joh 1,15-17                                                 |

#### Weihnacht
Der zweite Teil besteht aus 32 Nummern (39 bis 70), beginnt mit dem bekannten kirchlichen Weihnachtslied aus dem 16. Jahrhundert „Es ist ein Ros entsprungen“ und erzählt die mit der Geburt Jesu beginnende und mit der Flucht nach Ägypten endende Weihnachtsgeschichte. Der Schlusschor (Nr. 70) gibt einen Zukunftsausblick in die Heilsgeschichte, ist musikalisch gleich gestaltet wie der Einleitungs-Chor „Am Anfang war das Wort“ und bildet gemeinsam mit diesem die Umrahmung des Geschehens. Die hinzugekommene Harfe steht symbolisch für die durch die Geburt des Erlösers stattgefundene Berührung von Himmel und Erde.
| Nr.                                 | Form                             | Tonart                               | Takt | Textbeginn                                       | Instrumentation                                                             | Quelle                                                                                 |
| ----------------------------------- | -------------------------------- | ------------------------------------ | ---- | ------------------------------------------------ | --------------------------------------------------------------------------- | -------------------------------------------------------------------------------------- |
| Einleitung                          |                                  |                                      |      |                                                  |                                                                             |                                                                                        |
| 39                                  | Choral                           | D–Dur                                | 2⁄2  | Es ist ein Ros entsprungen                       | Chor, 2 Oboen, 2 Trompeten, Pauken, Streicher, Orgel                        | Text: Speyerer Gesangbuch, vor 1599                                                    |
| Die Geburt Jesu                     |                                  |                                      |      |                                                  |                                                                             |                                                                                        |
| 40                                  | Evangelist (Secco-Rezitativ)     | d-Moll                               | 4⁄4  | In jenen Tagen erließ Kaiser Augustus den Befehl | Continuo                                                                    | Text: Lk 2,1-7                                                                         |
| 41                                  | Soli und Chor                    | D-Dur                                | 3⁄4  | So kam das wahre Licht                           | 4 Soli SATB, Chor, Orchester (ohne Harfe)                                   | Text: Joh 1,9-14                                                                       |
| 42                                  | Evangelist (Secco-Rezitativ)     | A-Dur                                | 4⁄4  | In jener Gegend lagerten Hirten auf freiem Feld  | Continuo                                                                    | Text: Lk 2,8-10                                                                        |
| 43                                  | Engel                            | G-Dur                                | 2/4  | Fürchtet euch nicht, denn ich verkünde euch      | 2 Trompeten, 2 Hörner, 2 Posaunen, Harfe                                    | Text: Lk 2,10-12                                                                       |
| 44                                  | Evangelist (Secco-Rezitativ)     | G-Dur                                | 4⁄4  | Und plötzlich war bei dem Engel                  | Continuo                                                                    | Text: Lk 2,13                                                                          |
| 45                                  | Chor der Engel                   | D-Dur                                | 4⁄4  | Ehre sei Gott in der Höhe                        | Chor und Orchester                                                          | Text: Lk 2,14                                                                          |
| 46                                  | Evangelist (Secco-Rezitativ)     | d-Moll                               | 4⁄4  | Als die Engel sie verlassen hatten               | Continuo                                                                    | Text: Lk 2,15                                                                          |
| 47                                  | Hirten                           | d-Moll                               | 3⁄4  | Kommt, wir gehen nach Betlehem                   | Männerchor TTB, 2 Sopranblockflöten, Fagott, Orgel                          | Text: Lk 2,15                                                                          |
| 48                                  | Evangelist (Secco-Rezitativ)     | D-Dur                                | 4⁄4  | So eilten sie hin und fanden Maria und Josef     | Continuo                                                                    | Text: Lk 2,16-20                                                                       |
| 49                                  | Choral                           | F-Dur                                | 4⁄4  | Zu Bethlehem geboren                             | Chor, 2 Oboen, 2 Fagotte, 2 Hörner, Streicher, Orgel                        | Text: Friedrich Spee 1637, 1. und 2. Strophe                                           |
| Die Darstellung Jesu im Tempel      |                                  |                                      |      |                                                  |                                                                             |                                                                                        |
| 50                                  | Evangelist (Secco-Rezitativ)     | F-Dur                                | 4⁄4  | Als acht Tage vorüber waren                      | Continuo                                                                    | Text: Lk 2,21-28                                                                       |
| 51                                  | Simeon                           | g-Moll                               | 4⁄4  | Nun lässt du, Herr, deinen Knecht                | 2 Posaunen, Fagott, Kontrafagott, Orgel                                     | Text: Lk 2,29-32                                                                       |
| 52                                  | Evangelist (Secco-Rezitativ)     | g-Moll                               | 4⁄4  | Sein Vater und seine Mutter staunten             | Continuo                                                                    | Text: Lk 2,33-34                                                                       |
| 53                                  | Simeon                           | c-Moll                               | 4/4  | Dieser ist dazu bestimmt                         | 2 Posaunen, Fagott, Kontrafagott, Orgel                                     | Text: Lk 2,34-35                                                                       |
| 54                                  | Evangelist (Secco-Rezitativ)     | C-Dur                                | 4⁄4  | Damals lebte auch eine Prophetin                 | Continuo                                                                    | Text: Lk 2,36-38                                                                       |
| 55                                  | Choral                           | F-Dur                                | 2/2  | Nun freut euch, ihr Christen                     | 3 Soli SSA, Chor, 2 Oboen, 2 Fagotte, 2 Trompeten, Pauken, Streicher, Orgel | Text: Joseph Mohr, 1873 nach „Adeste fideles“ von Abbé Étienne-Jean-François Borderies |
| Der Besuch der Heiligen Drei Könige |                                  |                                      |      |                                                  |                                                                             |                                                                                        |
| 56                                  | Evangelist (Secco-Rezitativ)     | F-Dur                                | 4⁄4  | Als Jesus zur Zeit des Königs Herodes            | Continuo                                                                    | Text: Mt 2,1–2                                                                         |
| 57                                  | Hl. Drei Könige: Terzett TTB     | Jüdisch-Sephardische Tonleiter auf d | 2⁄2  | Wo ist der neugeborene König der Juden?          | Soli TTB, Oboe, 2 Fagotte, Kontrafagott, Orgel („Regal“)                    | Text: Mt 2,2                                                                           |
| 58                                  | Evangelist (Secco-Rezitativ)     | C-Dur                                | 4⁄4  | Als König Herodes das hörte                      | Continuo                                                                    | Text: Mt 2,3–5                                                                         |
| 59                                  | Hohepriester und Schriftgelehrte | a-Moll                               | 2/2  | Zu Betlehem im jüdischen Lande                   | Männerchor TTBB, 2 Hörner, 2 Posaunen, Fagott, Kontrafagott, Orgel          | Text: Mt 2,5–6                                                                         |
| 60                                  | Evangelist (Secco-Rezitativ)     | d-Moll                               | 4⁄4  | Danach rief Herodes die Sterndeuter              | Continuo                                                                    | Text: Mt 2,7–8                                                                         |
| 61                                  | Herodes                          | D-Dur                                | 3⁄4  | Geht und forschet sorgfältig nach                | 2 Trompeten, Pauken, Fagott, Kontrafagott, Orgel („Regal“)                  | Text: Mt 2,8                                                                           |
| 62                                  | Choral                           | D-Dur                                | 2⁄2  | Drei Könige von ferne                            | Chor, 2 Oboen, 2 Fagotte, 2 Trompeten, Pauken, Streicher, Orgel             | Text: Friedrich Layriz, 1844 bearb. von Michael Stenov                                 |
| Die Flucht nach Ägypten             |                                  |                                      |      |                                                  |                                                                             |                                                                                        |
| 63                                  | Evangelist (Secco-Rezitativ)     | D-Dur                                | 4⁄4  | Nach diesen Worten des Königs                    | Continuo                                                                    | Text: Mt 2,9-13                                                                        |
| 64                                  | Engel                            | c-Moll                               | 2⁄4  | Steh auf, nimm das Kind und seine Mutter         | 2 Hörner, Harfe                                                             | Text: Mt 2,13                                                                          |
| 65                                  | Evangelist (Secco-Rezitativ)     | f-Moll                               | 4⁄4  | Da stand Josef in der Nacht auf                  | Continuo                                                                    | Text: Mt 2,14-17                                                                       |
| 66                                  | Frauenchor                       | c-Moll                               | 4/2  | Ein Geschrei war in Rama zu hören                | Continuo                                                                    | Text: Mt 2,18                                                                          |
| 67                                  | Evangelist (Secco-Rezitativ)     | f-Moll                               | 4⁄4  | Als Herodes gestorben war                        | Continuo                                                                    | Text: Mt 2,19-20                                                                       |
| 68                                  | Engel                            | C-Dur                                | 2⁄4  | Steh auf, nimm das Kind und seine Mutter         | 2 Hörner, Harfe                                                             | Text: Mt 2,20                                                                          |
| 69                                  | Evangelist (Secco-Rezitativ)     | C-Dur                                | 4⁄4  | Da stand er auf                                  | Continuo                                                                    | Text: Mt 2,21-23                                                                       |
| 70                                  | Chor                             | a-Moll                               | 2/2  | Und Jesus wuchs heran                            | Chor, Orchester (mit Harfe)                                                 | Text: Lk 2,52 , Joh 1,18 , Joh 1,33 , Joh 1,4-5 , Heb 1,5-6 ,                          |

## Aufnahmen
- DVD mit den Cantores Carmeli Linz, dem Collegium Carmeli Tubarum, einem Streicherensemble, Orgel, Harfe und 5 Solisten aufgenommen am 24. September 2011 im Kaisersaal im Stift Kremsmünster, DVD5StenovWO2011
- Doppel-CD mit den Cantores Carmeli Linz, dem Collegium Carmeli Tubarum, einem Streicherensemble, Orgel, Harfe und 5 Solisten aufgenommen am 24. September 2011 im Kaisersaal im Stift Kremsmünster, DCDStenovWO2011